# Vera Tax

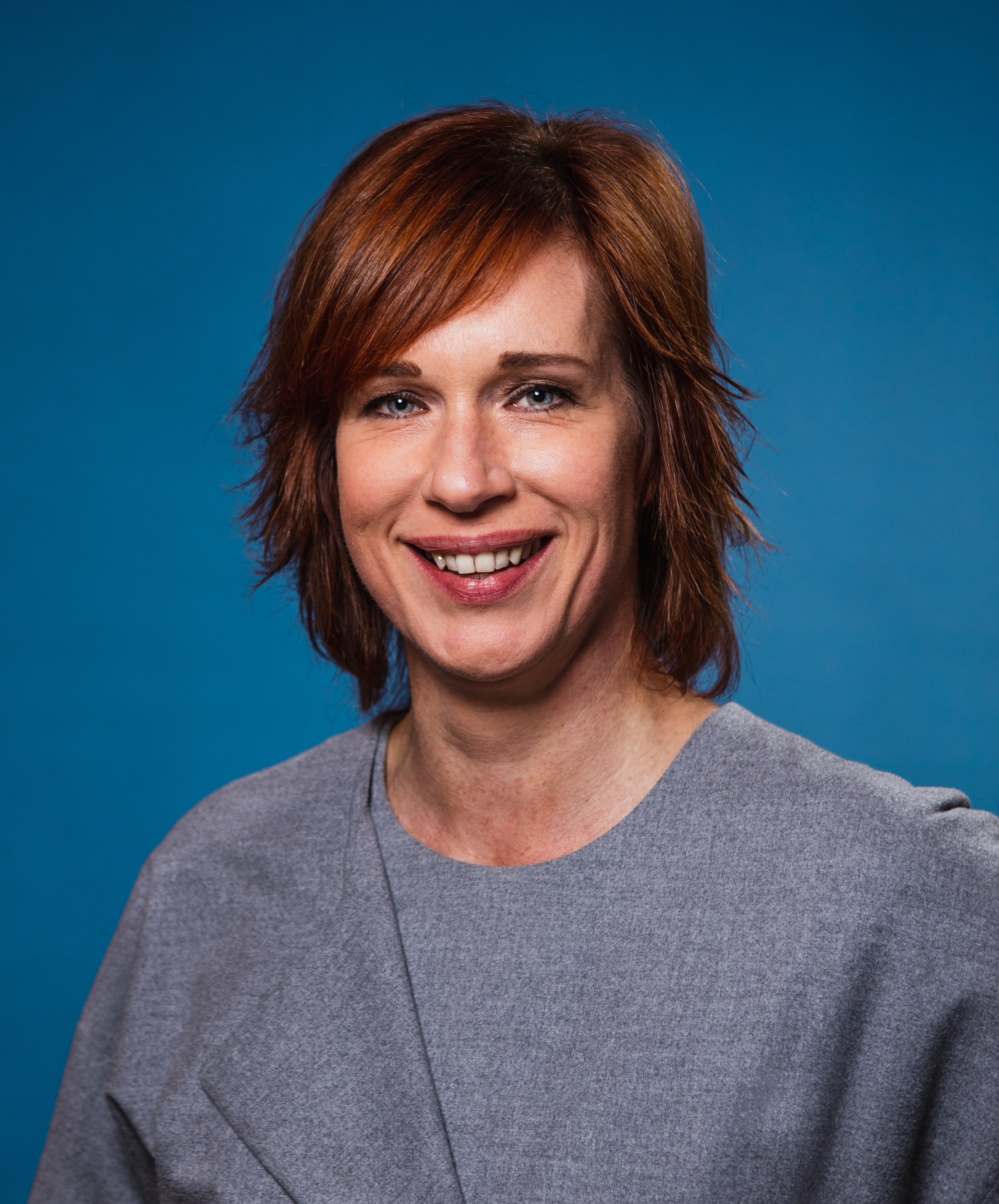
Vera Tax, 2020

Vera Tax (* 8. Februar 1972 in Venlo, Niederlande) ist eine niederländische Politikerin (Partij van de Arbeid).

## Leben
Tax gehörte von 2006 bis 2017 dem Stadtrat von Venlo an. Danach war sie als Heimleiterin im Pflegebereich tätig.
Bei der Europawahl 2019 erhielt Tax ein Mandat im Europaparlament. Dort gehört sie der Fraktion der Progressiven Allianz der Sozialdemokraten im Europäischen Parlament an. Sie vertritt ihre Fraktion als Mitglied im Ausschuss für Verkehr und Tourismus und in der Delegation für die Beziehungen zu Südafrika.